# 及川彩子
及川 彩子（おいかわ あやこ、英: Ayako Oikawa）は、日本のスポーツライター、作家。

## 来歴
岩手県北上市出身。岩手県立黒沢尻北高等学校、駒澤大学卒業。大学卒業後、MBA取得のため渡米したが、ボールパーク（球場）の芝生の美しさに魅了され、スポーツライターに転身。
2006年、ニューヨークシティマラソンで障がい者ランナー（自閉症の少年）の伴走をする女性（ガイドランナー）を描いた小説『伴に走る』で、さいたま市スポーツ文学賞大賞を受賞。
ニューヨークを拠点に、スポーツライター、日系メディアのコーディネーターとして陸上、サッカー、ゴルフなどをメインに、オリンピック・パラリンピックスポーツを幅広く取材、執筆を行う。
2022年より、トロント・ブルージェイズ・菊池雄星の番記者を担当し、菊池の登板日以外はブルージェイズの選手の紹介記事を執筆。
2023年「教えてメジャーリーガー」企画を発案し、6月より岩手日報の特任記者として記事を担当する。

## 受賞
- 2006年『伴に走る』で、さいたま市スポーツ文学賞大賞

## 著書
- 「国立国会図書館」を参照

### 論文
- CiNii